# Östersjödivisionen

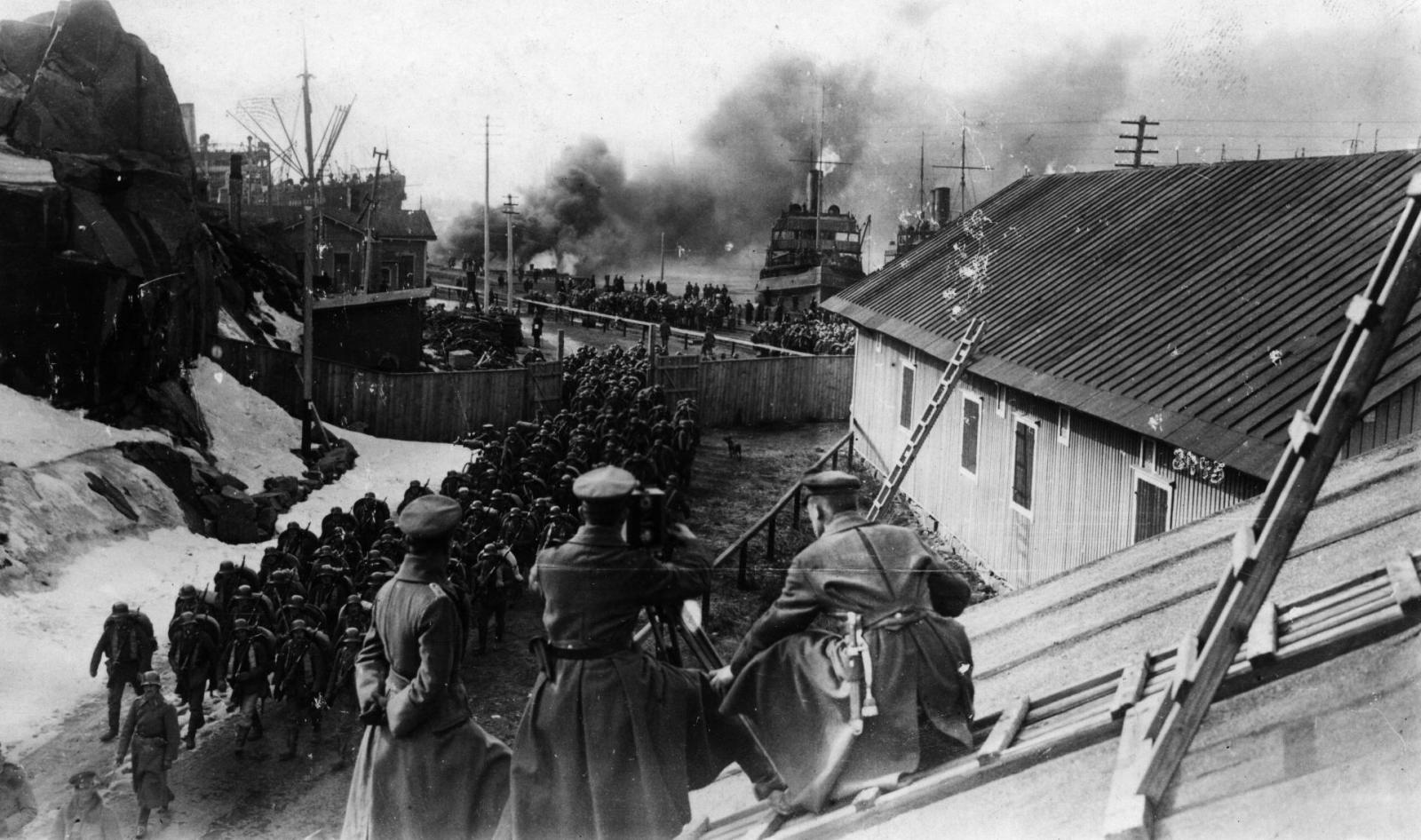
Tyska Östersjödivisionens landstigning i Hangö den 3 april 1918

Östersjödivisionen var ett krigsförband som Tyskland sände till Finland 1918 för att hjälpa "de vita" under det pågående finska inbördeskriget. Divisionen var ett i Tyskland tillfälligt sammansatt förband med 12.000 man under ledning av generalmajor greve Rüdiger von der Goltz. Detta företag var den tyska flottans första amfibieoperation.
Divisionen landsteg i Hangö den 3 april 1918 i ryggen på de röda stridskrafterna, framryckte snabbt inåt landet och intog Helsingfors och bidrog därigenom till en snabb seger för de vita i inbördeskriget. Östersjödivisionen var sammansatt av arméförband som dittills kämpat på östfronten i Ryssland och bestod till en början av omkring 9000 man: 12. Lantvärnsdivisionens stab, 3 jägarbataljoner (No 2, 3 och 11) 3 kavalleriskytteregementen (bland andra de bägge Livgardeshusarerregementena), 5 cykelskyttekompanier, 2 bergskulsprutebataljoner, 2 tunga haubitsbatterier, 1 bayersk bergsartilleribataljon, 1 pionjärkompani, 1 ryttarskvadron samt divisionstrupper. Senare tillkom även ytterligare 2 jägarbataljoner (No 2 och 14). No 14. var avsedd för operationer på Åland där landstigningen genomfördes den 5 mars 1918. På Åland fanns vid den tidpunkten svenska trupper från den så kallande Ålandsexpeditionen 1918. Svenskarna hade förhandlat fram ett fredsfördrag mellan de röda och de vita på Åland. Enligt avtalet skulle Åland utrymmas av både de ryska och de finska trupperna och då Östersjödivisionen anlände övertog de uppgiften att avhysa de ryska soldaterna.
Rüdiger von der Goltz beskrev betydelsen för Tyskland av denna division:
| ”                           | Det var första gången i världshistorien, som en tysk flotta, som en tysk här seglade ut från tysk hamn över Östersjön, för att föra krig på andra sidan havet. Men det var även första gången Tyskland från andra sidan havet kallades att skydda den hotade kulturen. | „ |
| – von der Goltz 1920, s. 88 | |   |

Landstigningsstyrkan Otto von Brandenstein underställdes också men opererade inledningsvis självständigt med bas i Reval (Tallinn). Den bestod av 255. reservinfanteriregementet (3 bataljoner), 1 cykelskyttebataljon, 1 ryttarskvadron och 2 kanonbatterier. De flesta före detta svenska officerare i tyska armén anslöts till Östersjödivisionen och alla svensktalande tyska officerare. En av dem var greven Gilbert Hamilton. Slutligen ingick även den finska frivilligbataljonen "Theslef". Chefen för Östersjödivisionen hade en självständig ställning i den tyska krigföringen som "Deutscher General in Finnland" och kom efter inbördeskrigets slut inleda organiseringen av den finska armén. Härvid uppstod en politisk konflikt mellan marskalk Gustaf Mannerheim och den finska regeringen. Mannerheim, som avsåg själv leda organisationsarbetet med svenska officerare, lämnade därför omedelbart Finland. Den finska armén präglas än idag av von der Goltz arbete och det var med detta arbete som grund som den finska armén vidmakthöll landets frihet under det andra världskriget i striderna med Sovjetunionen.

## Operationer

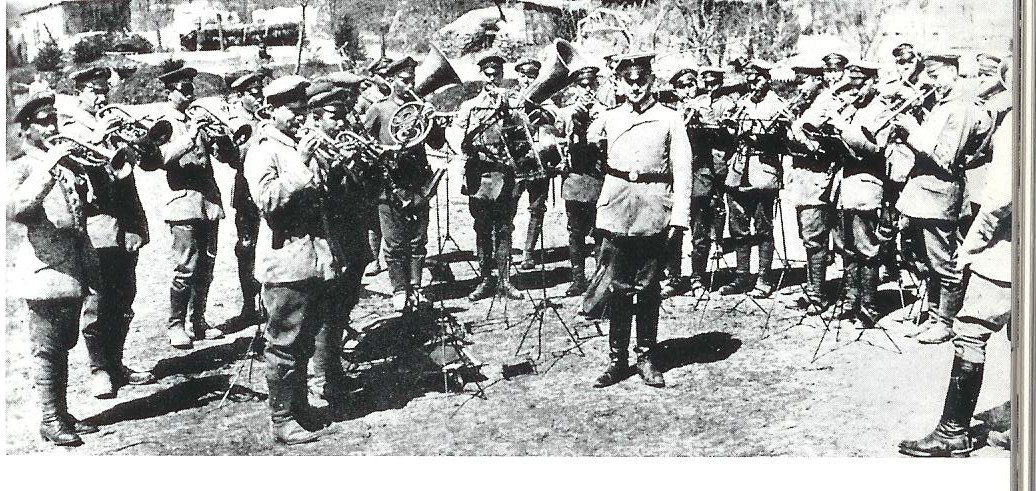
14. Preussiska Jägarbataljonen Åland, 1918

Den 6 december 1917 förklarade sig Finland självständigt från Ryssland och detta skedde mot bakgrunden av den ryska revolutionen. Även till Finland spred sig dock bolsjevismens läror och den 27 januari 1918 gjorde de röda gardena statskupp och övertog kontrollen över stora delar av södra Finland. Den lagliga regeringen flydde till Vasa och tog med den staden som bas kontrollen över de resterande delarna av Finland. Carl Gustaf Mannerheim utsågs till ÖB för armén den så kallade vita armén och scenen var uppställd för frihets- och inbördeskrig.
I Finland stod fortfarande stora ryska truppförband. Mannerheim tog sig an med att avväpna dessa trupper i de delar av landet som var under vit kontroll. Ryssar i de södra delarna i viss utsträckning anslöt sig till de röda. Ofta brast det i moralen och disciplinen bland dessa ryska förband. Under februari månad 1918 kom det till en rad blodiga sammanstötningar mellan de röda och de vita, men några avgörande strider utspelades icke ännu. Varken de röda eller de vita var redo för krig, utan tillbringade tiden med att bygga upp arméerna inför den kommande kraftmätningen.
På grund av den kraftiga ryska närvaron hade senaten redan begärt hjälp från Tyskland. Den 27:e jägarbataljonen, som bestod av finska soldater hade redan vänt tillbaka till Finland och utgjorde stommen i den vita armén. "Skaffa nu blott tyskarna hit, eljest reder vi oss icke", sade P.E. Svinhufvud. Redan i mars hade tyska flottan anlänt till Åland som för tillfället stod under svenskt beskydd men vid tyskarnas ankomst avseglade svenskarna.
På kejserlig order förbereddes i Danzig Östersjödivisionen för intervention i det finska kriget på den vita sidan. Östersjödivisionen omfattade ca 9.000 man och bestod av trupper från östfronten som inte redan förberetts för västfronten. "Östersjödivisionen skall understödja Finlands regering i dess kamp mot bolsjevikerna. I enlighet med denna uppgift skall den förhålla sig gentemot invånarna. Östersjödivisionens operationer leds av divisionens chef. I detta avseende skall han iakttaga av överbefälhavaren för Finlands krigsmakt utfärdade order", löd divisionens uppgiftsförklaring, som utfärdats av Erich von Ludendorff. Den 30 mars steg Östersjödivisionen ombord på de fartyg som skulle ta den till Finland och dagen därpå utseglade flottan från Danzig.
Tyskarnas vilja att blanda sig i Finlands kamp hade naturligtvis ekonomiska orsaker. I ett hemligt avtal, förpliktade sig Finland att under det pågående världskriget inte handla med britterna eller andra av staterna i Ententen, utan i stället förse Tyskland med bl.a. trä- och pappersvaror. Vidare önskade Tyskland säkra norra Europa och väntade sig ett finländskt angrepp mot bland annat murmanbanan och Östkarelen. Detta trots att freden mellan bolsjevik-Ryssland och Tyskland redan var sluten i Brest-Litovsk. De tyska soldaterna som beordrades till Finland var olyckliga över detta och hade för sig att Finland var ett U-land befolkat av halvmongoliska barbarer. De blev dock glatt överraskade vid ankomsten till Finland när de noterade att de finska flickorna var blonda och granna.
Det faktum att tyskarna var på väg, fick Mannerheim att skyndsamt sätta igång den avgörande offensiven mot de röda. Den 15 mars inleddes det anfall mot Tammerfors som slutligen skulle vara det avgörande slaget och knäcka den röda armén. Naturligtvis ville Mannerheim påskynda denna seger innan tyskarna anlände, för att på så sätt visa att det var det finska folket självt som uppnått avgörandet, och att den tyska hjälpen - ehuru viktig och önskvärd - varit av sekundär betydelse. Mannerheim tänkte framåt. Den unga nationen och den stat som skulle byggas efter kriget måste ha självförtroende.
Den 2 april nådde den tyska transportflottan den finska kusten och tvingade den ryska besättningen på fortet på Russarö utanför Hangö att ge sig. Nästa dag, klockan 4:30 på morgonen anlände man till Hangö och landstigningen kunde ske. Vid samma tid som tyskarna landsteg, höll Mannerheims trupper som bäst på att rensa upp i Tammerfors.
Rüdiger von der Goltz, Östersjödivisionens befälhavare, proklamerade vid landstigningen: "Till Finlands folk. Ni har kallat på oss i er nöd. Vi kommer som vänner, för att hjälpa er i er kamp mot de mördarband som trampar på all ordning, rätt och frihet. Mänsklighetens röst kallar oss. Vi kommer inte som erövrare och fikar inte efter ett enda stycke av ert dyra fädernesland, ej heller kommer vi för att blanda oss i era interna partitvister. Lita alltså på oss! Fram för ert härliga lands frihet! De tyska truppernas i Finland befälhavare." (Språket något moderniserat.)
Medan landstigningen och tyskarnas första operationer pågick i Hangö, tog sig en annan tysk styrka sig för att anfalla Houtskär i Åbo skärgård (4 april). Striden slutade snöpligt för tyskarna eftersom de röda skeppade in förstärkningar från Åbo och faktiskt lyckades slå tillbaka anfallet. De röda må ha varit underlägsna vad beträffar utrustning, organisation och ledning, men beslutsamheten var det inget fel på. Gång på gång under det att tyskarna kämpade i Finland, stötte de på förvånansvärt hårdnackat, beslutsamt motstånd. von der Goltz intog Ekenäs efter symboliskt rött motstånd och pressade vidare mot Helsingfors, som var målet för hela operationen.

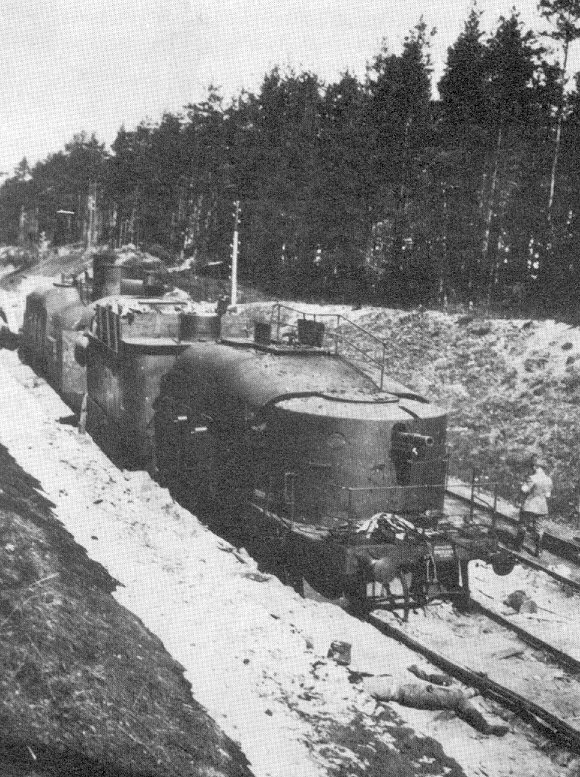
Röda gardets pansartåg under Finska inbördeskriget, 1918

Vid Karis, vilket var en viktig knutpunkt i förbindelserna Hangö-Helsingfors, kom det den 6 till häftig strid. De röda hade koncentrerat stora styrkor till Karis. Tyskarna uppskattade dem till 8.000 man, men den verkliga numerären torde ha varit avsevärt mindre - möjligen ca 4.000. Dessutom var de röda understödda av två pansartåg. Endast efter häftiga eldstrider, artilleribeskjutningar och en kringgående rörelse för att ta de röda i ryggen, kunde tyskarna besätta Karis där befolkningen hälsade stålhjälmarna som befriare. Ty, i de finlandssvenska trakterna i södra Finland hälsades de tyska trupperna med entusiasm och som befriare; soldaterna till och med blomsterpryddes vid vissa tillfällen.
Den 10 april stod tyskarna i Kyrkslätt och trängde hastigt fram norr om Helsingfors för att totalt omringa staden. Den ryska Östersjöflottan, som var stationerad till den finska huvudstaden, lämnade i detta läge landet och avseglade till Kronstadt. Tyskarna förberedde sitt anfall mot Helsingfors under alltjämt sporadiska strider, eftersom de röda inte var villiga att uppge huvudstaden utan hårt motstånd.
Den 12 april 1918 gick divisionen in i Helsingfors där det i själva staden blev bittra gatustrider, varvid de röda förskansade sig i de viktigare byggnaderna och bjöd på segt motstånd. De röda gjorde även bruk av ett par pansarbilar vid dessa strider och i vissa fall ställdes tyskarna även mot kvinnliga rödgardister, eftersom röda gardet även hade kvinnliga förband. Krypskyttar arbetade lite varstans mot tyskarna. Från sjösidan anlände amiral Meurer och lät sina fartygskanoner spela mot staden och åstadkom en hel del skada. Den 13 april kapitulerade de sista röda i Helsingfors efter att ha erkänt saken förlorad och den 14 april anlände von der Goltz till staden och de tyska trupperna höll segerparad. Han inrättade sitt högkvarter på Hotell Kämp.
"Stora högkvarteret meddelar: I öster ha våra i Finland landsatta trupper, kraftigt understödda av delar av våra sjöstridskrafter, efter en häftig strid mot beväpnade band inryckt i Helsingfors", meddelade tidningarna i Berlin den 15 april. Och von der Goltz upprättade sitt högkvarter i den finländska huvudstaden.
Medan allt detta tilldrog sig västerut, landsteg ytterligare tyska trupper i Lovisa, öster om Helsingfors. Överste Brandenstein kom över från Estland med ca 3.000 man och den första delen av denna brigad landsteg den 7 april utan att möta motstånd. "De tyska truppernas landstigning i Lovisa kom som en fullständig överraskning för fienden, som därigenom bragtes i stor förvirring", rapporterade Brandenstein. Ytterligare delar av Brandensteins detachement anlände den 11. Tyskarna gick omedelbart till aktion och upprättade även telefonförbindelser med Östersjödivisionen och det var på det viset Brandenstein en 13 fick veta att Helsingfors hade fallit. Operationer mot Kouvola och Lahtis bedömdes i detta läge vara omöjliga, eftersom de röda koncentrerat stora styrkor till dessa områden och terrängförhållandena var dem fördelaktiga. Dock hade Brandenstein upprättat ett brohuvud vid Lovisa och den 12 satte han igång ett tyskt storanfall som bröt de rödas kontakter med östra Finland. Efter Tammerfors, hade nämligen Mannerheim överflyttat den vita offensiva tyngdpunkten till Viborg.
Brandensteins brigad utkämpade synnerligen hårda strider mot de röda som ständigt mottog nya förstärkningar och tyskarna pressades stundtals tillbaka. Den 15 anlände dock ytterligare tyska trupper till Lovisa och tyskarna kunde upprätthålla segt motstånd mot de röda, vilket naturligtvis avlastade både Östersjödivisionen och de vita styrkorna eftersom de röda tvingades dirigera stora numerärer mot Brandenstein. Den 17 underställdes Brandensteins detachement officiellt von der Goltz' Östersjödivision.
Den 20-21 april utkämpades mycket hårda strider om Hyvinge, som slutligen intogs av Brandenstein. Dagarna före hade Lahtis fallit för den tyska övermakten. Den 22 april intog von der Goltz Riihimäki efter en hård strid, en stad som måhända var södra Finlands viktigaste järnvägsknutpunkt. Den 26 föll Hämeenlinna (Tavastehus) för tyskarna. Överallt hade de röda bjudit på desperat motstånd. Det hårda, fanatiska motståndet förvånade tyskarna.
När Lahtis föll för tyskarna den 20, uppnådde slutligen de vita styrkorna kontakt med de i Finland varande tyska trupperna. Men Lahtis gavs inte upp av de röda utan hård strid och kampen om den staden fortsatte även några dagar efter dess fall. Efter stadens fall, fortsatte de röda att göra angrepp mot tyskarna, i syfte att återerövra staden men alla försök misslyckades. Samtidigt hade von der Goltz över Borgå sänt förstärkningar till Brandenstein och därmed uppnått full kontakt de två tyska delarna emellan. Och det röda Finland var därmed skuret i två delar och endast slutliga strider återstod.
Medan tyskarna opererade i södra Finland, pågick krigets avgörande slag vid Viborg. De vita trupperna stormade staden och hissade det självständiga Finlands flagga (en bordsduk!) från tornet på Viborgs slott. Den röda ledningen flydde till Ryssland och den 16 maj höll Mannerheim sitt högtidliga intåg i Helsingfors. Finland hade sällat sig till familjen av fria nationer.
Den tyska insatsen i Finland hade avsevärt förkortat kriget. Utan det tyska deltagandet, kunde striderna ha pågått i flera blodiga månader och kriget varit ännu mera kostsamt än det redan var. För de vita betydde den tyska hjälpen lika mycket som den ryska gjorde för de röda.